# Hangang
Der Hangang (= Han-Fluss, etwa Fluss am Hanseong oder Hanyang, Han ist hier die Kurzbezeichnung der früheren Namen des heutigen Seouls) ist mit 497,5 km der viertlängste Fluss auf der Koreanischen Halbinsel und der zweitlängste in Südkorea. 
Der nördliche Arm (Bukhangang), der 325,5 km lang ist, entspringt in Nordkorea nahe dem Kŭmgangsan, der südliche (Namhangang) (394,25 km Länge) im Geumdaesan-Gebirge in der Provinz Gangwon, Südkorea. Nach der Vereinigung bei Yangsuri (35 km vor Seoul) fließt der Hangang W-förmig durch die südkoreanische Hauptstadt, dann nach Nordwesten, wo er die Grenze zu Nordkorea bildet, und mündet vor der Insel Ganghwado in das Gelbe Meer.
Eine alte Inschrift aus der Zeit König Gwanggaetos (regierte 391–413) nennt den Fluss Arisu (kor. 아리수, Hanja 阿利水).

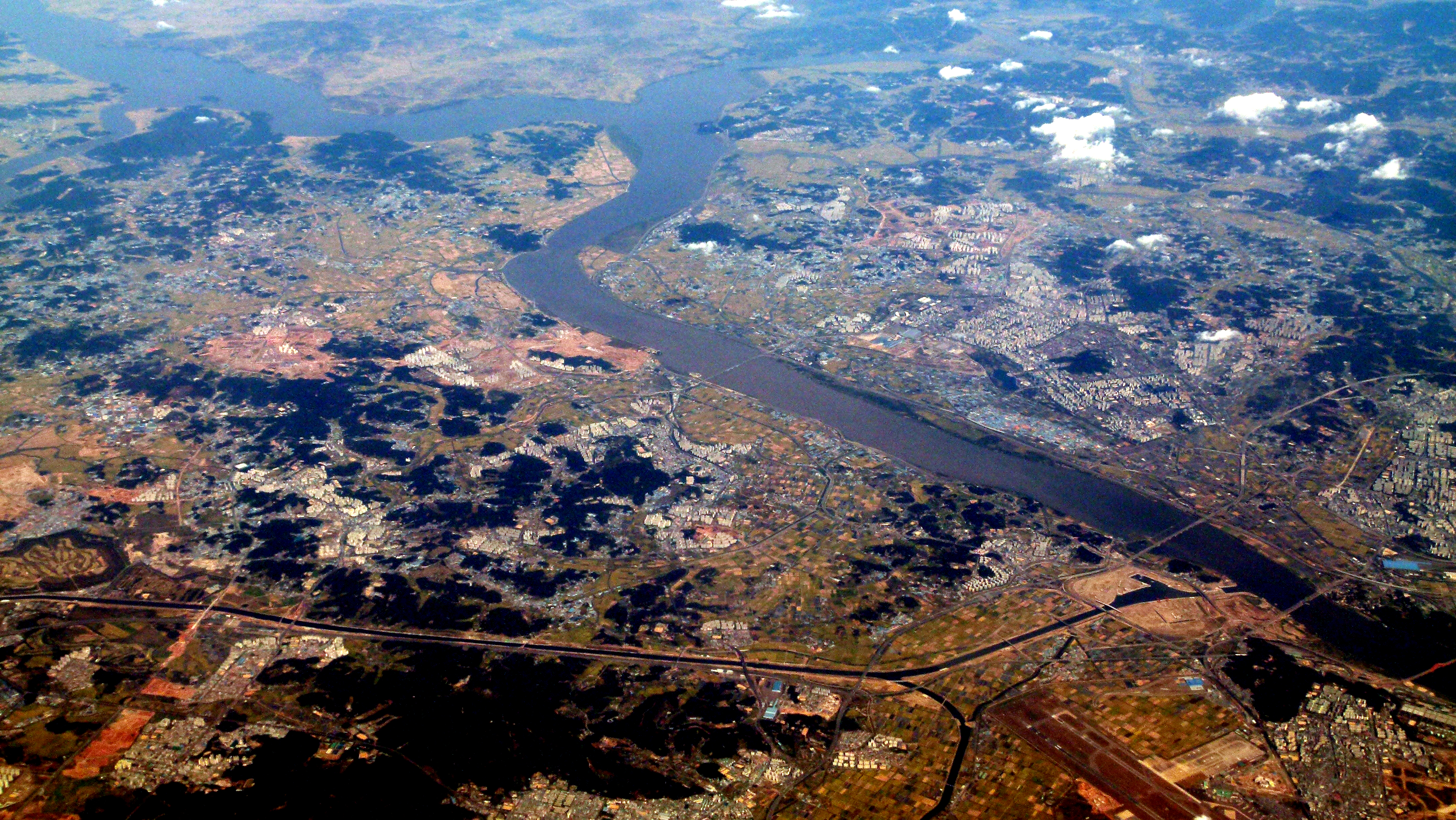
Hangang zwischen Gimpo und Goyang westlich von Seoul
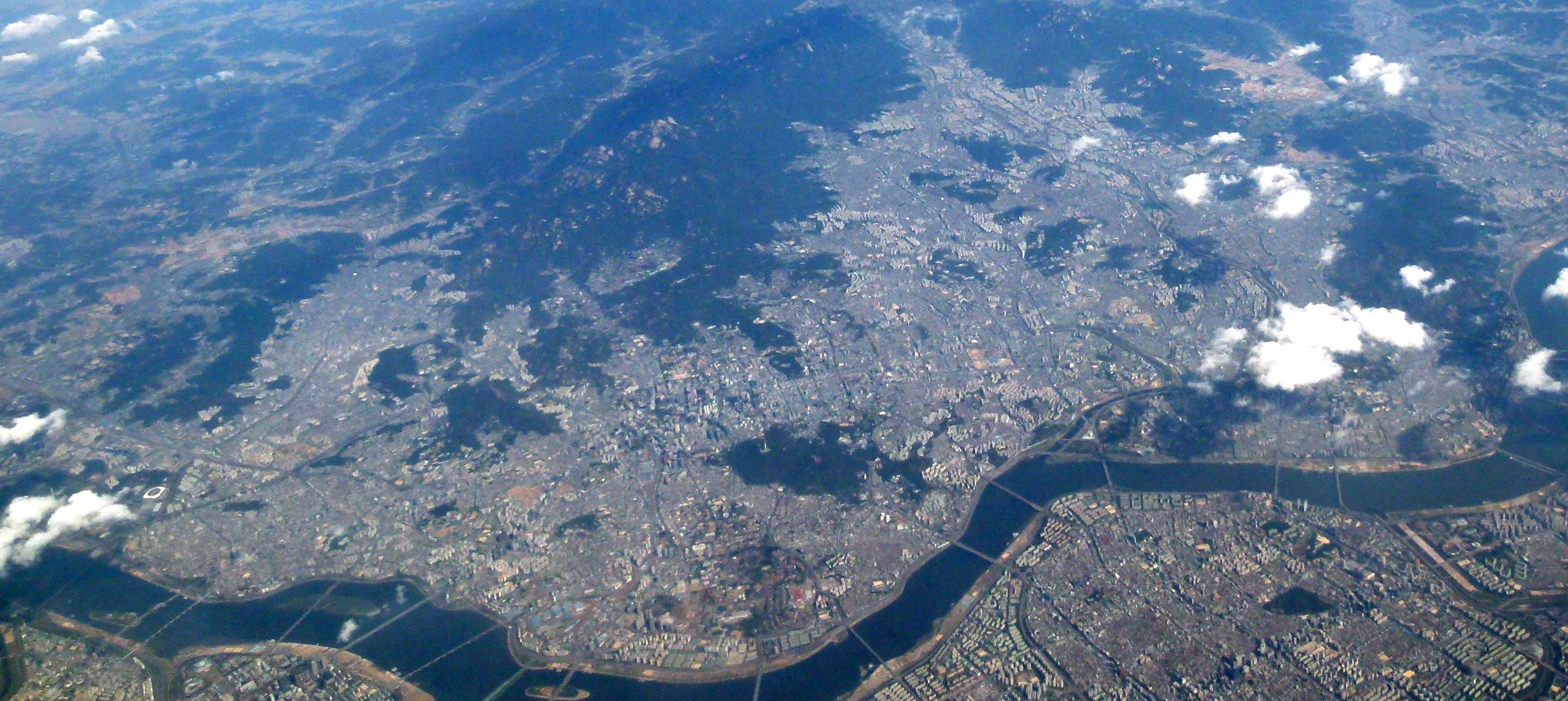
Der Hangang, wie er W-förmig durch Seoul fließt